# Bruno Klein (Kunsthistoriker)
Bruno Klein (* 25. Februar 1957 in Köln) ist ein deutscher Kunsthistoriker. Er war Professor für Christliche Kunst der Spätantike und des Mittelalters an der Technischen Universität Dresden.

## Werdegang
Bruno Klein studierte Kunstgeschichte in Berlin, Paris, Köln und Bonn. 1983 wurde er an der Freien Universität Berlin bei Otto von Simson mit einer Arbeit über die Abteikirche St-Yved in Braine und die Anfänge der hochgotischen Architektur in Frankreich promoviert. 1983 bis 1985 war er Stipendiat des Kunsthistorischen Instituts in Florenz, 1986 bis 1991 Akademischer Rat am Kunsthistorischen Institut der Georg-August Universität Göttingen. Dort erfolgte auf der Grundlage einer Schrift über die romanische Kathedrale von Piacenza die Habilitation. Zwischen 1992 und 1997 arbeitete er als Hochschuldozent an der Ruhr-Universität Bochum. Von 2000 bis 2022 war er Inhaber der Stiftungsprofessur „Christliche Kunst der Spätantike und des Mittelalters“ an der TU Dresden. Er hatte in Paris Gastprofessuren an der Sorbonne und der École Pratique des Hautes Études inne, ebenso in Bonn, Fribourg und São Paulo. Von 2015 bis 2016 war er Richard-Krautheimer-Gastprofessor an der Bibliotheca Hertziana – Max-Planck-Institut für Kunstgeschichte in Rom. An der TU Dresden war er u. a. Dekan, Prodekan, Studiendekan und Mitglied des akademischen Senats. Er war Mitglied des DFG-Fachkollegiums 103 (2012 – 2019, ab 2016 dessen Sprecher). Er war Mitglied in mehreren internationalen, vor allem deutsch-französischen Graduiertenkollegs, des Sonderforschungsbereich 804 „Transzendenz und Gemeinsinn“, leitet an der Sächsischen Akademie der Wissenschaften die Kommission für die Kunstgeschichte Mitteldeutschlands. Er leitete zusammen mit Barbara Borngässer das DFG-Forschungsprojekt „Globale Gotik - Neugotische Sakralarchitektur im 20. und 21. Jahrhundert“ und gemeinsam mit Stefan Bürger das DFG-Netzwerk „Nordalpine Baukultur des Spätmittelalters“.
Klein ist Ordentliches Mitglied der Sächsischen Akademie der Wissenschaften zu Leipzig. 2013 erhielt er die Goldmedaille der Karls-Universität Prag.
Bruno Klein ist verheiratet mit der Kunsthistorikerin Barbara Borngässer.

## Forschung
Bruno Kleins Forschungsschwerpunkte umfassen die Kunst des Mittelalters, die Geschichte der Architektur vom Mittelalter bis zur Gegenwart, speziell die globale Rezeption mittelalterlicher Architektur in der Gegenwart, und die Geschichte der Kunstgeschichte.

## Publikationen (Auswahl)

### Monografien
- Gotik – Bildkultur des Mittelalters von 1140 – 1500, Potsdam 2012.
- Die Kathedrale von Piacenza – Architektur und Skulptur der Romanik, Worms 1995 (= Habilitationsschrift).
- St-Yved in Braine und die Anfänge der hochgotischen Architektur in Frankreich, Köln 1984 (28. Veröffentlichung der Abteilung Architektur des Kunsthistorischen Instituts der Universität zu Köln, hrsg. von Günther Binding) (= Dissertation).

### Herausgeberschaften
- (mit Barbara Borngässer) Global Gothic – Gothic Church Buildings in the 20th and 21st Centuries, Leuven 2022
- (mit Barbara Borngässer) Neugotik global - kolonial - postkolonial. Gotisierende Sakralarchitektur auf der Iberischen Halbinsel und in Lateinamerika vom 19. bis zum 21. Jahrhundert / Neogótico global - colonial - postcolonial. Arguitectura sagrada gótica en la Península Ibérica y América Latina del siglo XIX al XXI, Frankfurt, Madrid 2020.
- Orte und Räume reformatorischer Kunstdiskurse in Europa, Stuttgart, Leipzig 2020.
- (mit Henrik Karge) 1810 – 1910 – 2010: Independencias dependientes. Kunst und nationale Identitäten in Lateinamerika; Arte e identidades nacionales en América Latina; Art and National Identities in Latin America, Frankfurt, Madrid 2016.
- (mit Katja Schröck und Stefan Bürger) Kirche als Baustelle. Große Sakralbauten des Mittelalters, Köln, Weimar, Wien 2013.
- (mit Stefan Bürger und Katja Schröck) Werkmeister der Spätgotik. Bd. 1, Position und Rolle der Architekten im Bauwesen des 14. bis 16. Jahrhunderts Personen, Darmstadt 2009; Bd. 2: Amt und Image, Darmstadt 2010.
- Geschichte der bildenden Kunst in Deutschland, Bd. 3: Gotik, München, Berlin, London, New York 2007.
- (mit Paul Sigel) Konstruktionen urbaner Identität. Zitat und Rekonstruktion in Architektur und Städtebau der Gegenwart, Berlin 2006.
- (mit Barbara Borngässer und Henrik Karge) Grablegen und Sepulkralkultur in Spanien und Portugal – Arte funerario y cultura sepulcral eu España y Portugal, Frankfurt, Madrid 2006.
- (mit Bruno Boerner) Stilfragen zur Kunst des Mittelalters – Eine Einführung, Berlin 2006.
- (mit Harald Wolter-von dem Knesebeck) Nobilis Arte Manus. Festschrift zum 70. Geburtstag von Antje Middeldorf Kosegarten, Dresden, Kassel 2002.